# Робна кућа намештаја „Бенце и син”
Робна кућа намештаја „Бенце и син” подигнута је 1909. године у главној улици Зрењанина, улици краља Александра I Карађорђевића, у оквиру Старог градског језгра, као Просторно културно-историјске целине од великог значаја.
Бенцеова робна кућа, инвеститора Бенце Антала и Микше, власника фабрике намештаја, прва је модерна зграда левог фронта улице и представља сведочанство тенденције претварања центра Зрењанина од стамбеног и стамбено-пословног у изразито трговачко-пословни центар. Ово је прва зграда јединственог трговачког садржаја, прва савремена робна кућа. Примењено стилско решење фасаде резултат је нескривеног угледања на зграду робне куће Варенхаус „Wertheim Kaufhaus” у Берлину, архитекте Алфреда Месела.
Приликом рестаураторских радова нису враћени оригинални дрвени оквири излога и портала приземља већ су ископирани спратини оквири, као и шиљци (обелиски) на кровној зони од којих су остали само постаменти.
Архитекта је био Детки Иштван. Палата је изграђена у стилу бечке сецесије. 
Данас се у истом објекту у улици Краља Александра Првог Карађорђевића 21 налази продавница намештаја „Симпо” Врање. 